# Samarkand
 For alternative betydninger, se Samarkand (flertydig). (Se også artikler, som begynder med Samarkand)
Samarkand (usbekisk: Samarqand Самарқанд; persisk: سمرقند; russisk: Самарканд) er den næststørste by i Usbekistan med 546.303(2020) indbyggere. Den er hovedstad i regionen af samme navn.
Det er en af verdens ældste byer og den ældste i Centralasien. Byen havde sin storhedstid i middelalderen, hvor der var prægtige paladser og haver med træer langs brolagte gader og med et vandsystem, der forsynede næsten alle husene. Det var stedet, hvor handelskaravaner fra Indien, Persien og Kina mødtes.
I 2001 blev den føjet til UNESCOs Verdensarvsliste.

## Etymologi
Byen hed på græsk Marakanda, efter Alexander den Store erobrede den i 329 f.Kr. Der er flere teorier om, hvordan Marakanda udviklede sig til Samarkanda / Samarkan. Efter den ene stammer navnet fra det gamle persiske Asmara, "sten", og sogdiske kand, "fort", "by".

## Historie
Samarkand og Bukhara er nogle af de ældste beboede byer i verden. Den opstod på handelsruten mellem Kina og Middelhavsområdet (Silkevejen). Samarkand har været en af de største byer i Centralasien.

### Tidlig historie
Byen er grundlagt ca. 700 f.Kr. af den iranske folkestamme sogdianerne. Samarkand har været et af de vigtigste centre for den sogdiske civilisation fra sin begyndelse. Før det Achaemenidiske dynasti tog kontrol over Samarkand, var byen hovedstad i den Sogdiske verden.

#### Den hellenistiske periode
Alexander den store styrede Samarkand i 329 f.Kr. og den var kendt som Maracanda af grækerne.
Mens Samarkand blev skadet under Alexanders erobring, udviklede den sig hurtigt og blomstrede under den nye græske indflydelse. Der var også store, nye byggeteknikker.